# Luis Alberto Hernández
Luis Alberto "Manzanita" Hernández Díaz (n. 15 februarie 1981, Lima, Peru) este un fost fotbalist profesionist peruan care joacă pe post de mijlocaș. În prezent, este antrenor al echipei de tineret a Sport Boy. Este fratele mai mic al lui Juan Francisco Hernández.

## Cluburi
Luis Alberto Hernández a debutat în Torneo Descentralizado în sezonul din 1998 cu Alianza Lima, acumulând 8 apariții în acel sezon. A jucat la Alianza până la sfârșitul sezonului din 2002.
Apoi, în sezonul din 2003, Luis Alberto s-a alăturat lui Coronel Bolognesi.